# Andrijiwka (hromada Myrne)
Andrijiwka (ukr. Андріївка) – osiedle typu miejskiego na Ukrainie, w obwodzie donieckim, w rejonie wołnowaskim, w hromadzie Myrne. W 2001 liczyło 3343 mieszkańców, spośród których 485 wskazało jako ojczysty język ukraiński, 2851 rosyjski, 3 białoruski, 1 ormiański, 1 grecki, a 2 inny.